# Hexatoma vittinervis
Hexatoma vittinervis är en tvåvingeart som beskrevs av Alexander 1936. Hexatoma vittinervis ingår i släktet Hexatoma och familjen småharkrankar. Inga underarter finns listade i Catalogue of Life.